# Frederick Deacon
Frederick Deacon (né en janvier 1829, mort en octobre 1875) est un maître d'échecs anglais.
Lors du Provincial Tournament de Londres 1851 (Samuel Boden vainqueur), Deacon gagna un match contre W. Gilby (2 - 1) et en perdit un face à Charles Edward Ranken (0 - 2).
Deacon gagna un match contre Edward Löwe (7.5 - 2.5) en 1851 et contre Carl Mayet (5 - 2) en 1852. Il fit match nul contre Paul Morphy (1 - 1) en 1858 lors de la visite de celui-ci en Europe.
Il finit second derrière George Henry Mackenzie au tournoi à handicap de Londres 1862 et partagea la onzième et avant-dernière place au tournoi d'échecs de Londres 1862 (cinquième congrès de la BCA) où Adolf Anderssen finit vainqueur. Il perdit un match contre Wilhelm Steinitz (1.5 - 5.5), toujours à Londres en 1863.